# حسن‌شاه هروی
حسن شاه هروی معروف به هزّال از شاعران قرن نهم است که از دوران شاهرخ میرزا تا عهد سلطان حسین بایقرا با شاهزادگان و پادشاهان تیموری معاصر بوده و با ایشان هم‌نشینی داشته‌است. وی در حدود سال ۸۰۰ هجری قمری، در مشهد ولادت یافت و در جوانی به هرات رفت و در آن‌جا سکونت گشید. حسن‌شاه هروی در سال ۹۰۵ هجری درگذشت. وی اشعار هزل گفته است که آن‌ها را در کتب تاریخ نقل کرده‌اند؛ بیشتر قصایدش در مدح شاهان تیموری مانند شاهرخ، میرزا سلطان محمد فرزند بایسنقر، سلطان حسین بایقرا و امیرعلیشیر نوایی است. در دیوان اشعارش علاوه بر قصاید، غزلیات، رباعیات و قطعاتی نیز وجود دارد. مشهورترین قصیده‌ای او فرس‌نامه است که در آن شاعر اسبش را به طرز شوخی‌ناک توصیف کرده‌است.